# Piz Tavrü
Il Piz Tavrü (3.168 m s.l.m.) è una montagna delle Alpi della Val Müstair nelle Alpi Retiche occidentali.

## Descrizione
Si trova nel Canton Grigioni (regione Engiadina Bassa/Val Müstair) a nord della Val Monastero.